# Joan Cantacuzè (cèsar)
Joan Cantacuzè fou fill probablement de Manuel Cantacuzè. Fou cegat per ordre de l'emperador Andrònic I Comnè (1183-1185) però tot seguit fou fet cèsar per Isaac II Àngel (1185-1195) del que era cunyat, ja que estava casat amb la germana de l'emperador, Irene Àngel. Va morir en combat contra els búlgars el 1195.